# Martin Campbell
Martin Campbell (Hastings, 1943. október 24. –) BAFTA-díjas új-zélandi film- és televíziós rendező.

## Élete
Martin Cambell Új-Zélandon született 1943. október 24-én. 1966-ban Londonban települt le, ahol kameraman-ként dolgozott. 1988-ban elköltözött provance-i otthonából és az USA-ba ment. Első nagy produceri munkája a Gyilkos törvény volt még ebben az évben.
Leginkább a GoldenEye – Aranyszem rendezéséről ismert, melyben Pierce Brosnan első ízben alakította James Bondot, illetve a Casino Royale levezényléséről, melyben Daniel Craig hasonlóképp először tűnt fel a brit titkosügynök szerepében. Campbell munkái továbbá a legújabb Zorro-filmek, melyekben Antonio Banderas és Catherine Zeta-Jones játszották a főszerepeket.
Legelső filmje azonban teljesen más stílusú az előbbiektől. A The Sex Thief egy erotikus kalandfilm volt.
A televízióban legismertebb munkája az 1985-ös BBC drámasorozat, az Edge of Darkness, amiért elnyerte a British Academy Television díját a legjobb rendezésért. Ezt megelőzően Campbell a The Professionals (1977-1983) című akció-orientált sorozat néhány epizódját rendezte.

## Filmjei
- 2010. A sötétség határán (Edge of Darkness)
- 2006. Casino Royale
- 2005. Zorro legendája (The Legend of Zorro)
- 2003. Határok nélkül (Beyond Borders)
- 2000. Jég és föld között (Vertical Limit)
- 1998. Zorro álarca (The Mask of Zorro)
- 1995. Aranyszem (GoldenEye)
- 1994. Menekülés Absolomból (No Escape)
- 1991. Cast a Deadly Spell
- 1991. A jog hálójában (Defenseless)
- 1985. A sötétség pereme (Edge of Darkness)
- 1988. Gyilkos törvény (Criminal Law)
- 1983. Reilly: Ace of Spies
- 1975. Three for All
- 1975. Eskimo Nell
- 1973. The Sex Thief